# Misión Heracles
La Misión Heracles fue una misión llevada a cabo en conjunto entre las fuerzas aeronavales de Francia y los Estados Unidos en la denominada Operación Libertad Duradera con el fin de acabar con el régimen Talibán y la huida del líder de la organización Al Qaeda Osama bin Laden. La operación se llevó a cabo en el Océano Índico.

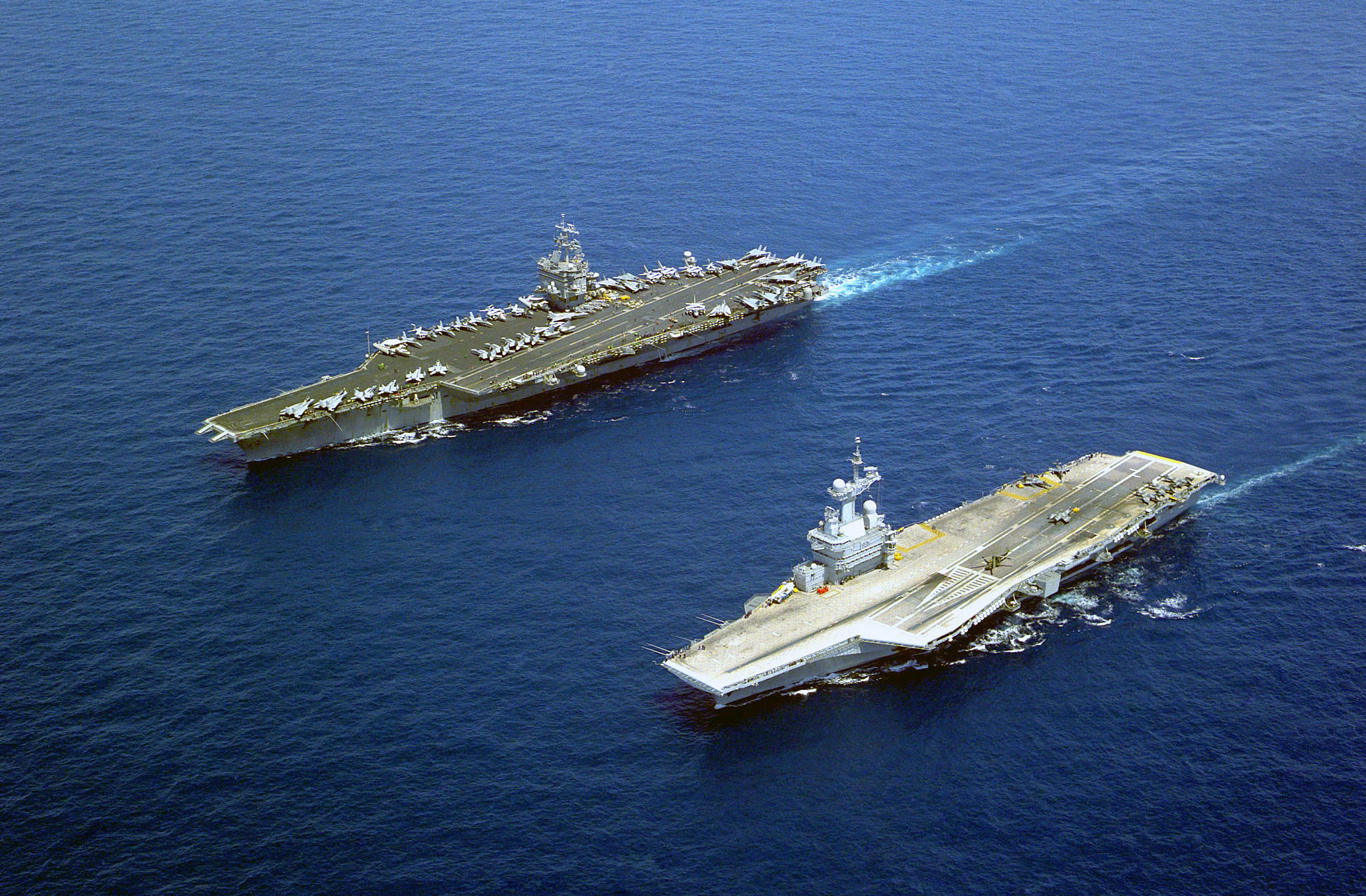
Charles de Gaulle (R 91) (a la derecha) y USS Enterprise (izquierda), el primer portaaviones nuclear francés y el segundo norteamericano.

## La misión
El 21 de noviembre de 2001, Francia decidió enviar al Océano Índico al Portaaviones Charles de Gaulle en apoyo de la Operación Libertad Duradera contra los Talibanes que controlaban Afganistán (Afganistán). El Grupo de trabajo 473 con 2,900 hombres bajo la orden de Contraalmirante François Cluzel, navegó el 1 de diciembre. El grupo de trabajo se formó del portaaviones Charles de Gaulle, las fragatas francesas  Lamotte-Picquet (D645), Jean de Vienne (D643) y  Jean Bart (D615, el submarino nuclear de ataque  Rubis (S601), el petrolero  Meuse (A607) y el aviso  Commandant Ducuing (F795) (de la clase de D'Estienne d'Orves).
El poderío aéreo embarcado comprendió dieciséis Dassault-Breguet Super Étendard, un avión de guerra electrónica Grumman E-2 Hawkeye, dos Dassault Rafale y varios helicópteros. Los Súper Étendars realizaron sus primeras misiones encima de Afganistán el 19 de diciembre, ejecutando el reconocimiento y bombardeando misiones, cubriendo 3000 km. En general realizaron 140 misiones, constituyendo 12 cada día. En esta misión, coincidieron el portaaviones estadounidenses USS Enterprise, el primer portaaviones de propulsión nuclear, y el Charles de Gaulle, entonces el último portaaviones nuclear. El 18 de febrero de 2002, el satélite de observación Helios 1B realizó actividades anormales cerca de Gardez. Al día siguiente, después de que las Fuerzas de Operaciones Especiales de Estados Unidos en la región confirmaron estas observaciones, el portaaviones Charles de Gaulle lanzó dos Súper Étendards en misión de reconocimiento.